# Francesco Fanelli (pittore)
Francesco Fanelli (Livorno, 8 marzo 1869 – Bagno a Ripoli, 16 luglio 1924) è stato un pittore italiano.

## Biografia
Nato a Livorno da Adamo ed Emilia Marchetti, entrambi di origine senese, studia all'Istituto d'arte Passaglia di Lucca dove è allievo di Luigi Norfini e Michele Marcucci (1845-1926), esponenti del Romanticismo storico.
Nel 1892 frequenta la Scuola libera del Nudo presso l'Accademia di belle arti di Firenze con l'amico Ferruccio Pagni e partecipa a mostre ed esposizioni nazionali con quadri riprodotti dal vero nell'area di Torre del Lago (Acque ferme, In Capanna, Padule di Massaciuccoli); con lo stesso Pagni, Guglielmo Amedeo Lori, Raffaello Gambogi, i fratelli Angiolo e Ludovico Tommasi e Plinio Nomellini fonda presso villa Orlando di Torre del Lago un cenacolo artistico-musicale e ricreativo ribattezzato Club La Bohème in onore dell'opera di Giacomo Puccini.
Nel 1893 collabora con Pagni e Nomellini alla realizzazione della Prima Mostra d'Arte Moderna di Viareggio, dal 1894 al 1897 partecipa alle mostre della Promotrice di Firenze e alle triennali d'arte di Torino e Milano.
Dopo la diaspora dei Macchiaioli e la partenza di Pagni per l'Argentina, si avvicina stilisticamente agli Impressionisti francesi in un gruppo sorto all'interno dei Postmacchiaioli che il critico Diego Martelli battezza degli «Impressionisti livornesi», il cui esponente di punta è Plinio Nomellini.
Nel 1912 si trasferisce a Viareggio in un capanno sulla riva del mare e partecipa attivamente alla nascita di nuovi cenacoli culturali, quali il Club «Gianni Schicchi» fondato nel 1919 e presieduto da Puccini e l'«Accademia gli Zeteti», dove stringe amicizia con lo scrittore Enrico Pea, Moses Levy e il poeta casertano Elpidio Jenco, che nel 1923 gli dedica un articolo sul «Sagittario».
Negli anni Dieci si dedica principalmente al pastello e all'incisione (acquaforte, xilografia, litografia).
Muore durante un soggiorno a Bagno a Ripoli il 16 luglio 1924. È sepolto nel Cimitero monumentale della Misericordia dell'Antella.

## Stile
(Fiorentina Primaverile - 1922)
Fanelli muove i primi passi in sintonia con la tradizione pittorica livornese, in particolare sotto l'influenza di Silvestro Lega e degli artisti Macchiaioli fiorentini, per poi deviare verso le nuove impressioni francesi, importate in Toscana da Alfredo Müller.
Soggetti preferiti e fonti di ispirazione sono i paesaggi del Lago di Massaciuccoli e i colori suggestivi della costa tirrenica livornese, sempre rappresentati con notevole aderenza al vero.

## Opere principali
- Viareggio (1895), olio su tavola, collezione privata;
- Sul lago (1896), olio su tavola, collezione privata;
- Cacciatore sul Lago di Massaciuccoli (1898), olio su cartone, collezione privata;
- Lavandaie sul lago (1898), olio su tela, collezione privata;
- Primi fiori (1899), olio su tela, Fondazione Banca del Monte di Lucca;
- Vele al tramonto (1900-1905), olio su tela, collezione privata;
- Maria Bianca Ginori al pianoforte (1901), olio su tela, collezione privata;
- Spiaggia a Viareggio (1912), olio su tela, collezione privata;
- Pescatore di telline (1915), olio su tela, collezione privata;
- Bagni a Viareggio (1915), olio su tela, collezione privata;
- In pineta (1915), olio su tela, collezione privata.